# NGC 5536
NGC 5536 је спирална галаксија у сазвежђу Волар која се налази на NGC листи објеката дубоког неба.
Деклинација објекта је + 39° 30' 8" а ректасцензија 14h 16m 23,7s. Привидна величина (магнитуда) објекта NGC 5536 износи 13,6 а фотографска магнитуда 14,5. NGC 5536 је још познат и под ознакама UGC 9136, MCG 7-29-57, CGCG 219-64, IRAS 14143+3944, PGC 50986.